# Brdárka
Brdárka (deutsch Bredersdorf, ungarisch Berdárka) ist eine Gemeinde im Osten der Slowakei mit 61 Einwohnern (Stand 31. Dezember 2024), die zum Okres Rožňava, einem Teil des Košický kraj, gehört und in der traditionellen Landschaft Gemer liegt.

## Geographie
Die Gemeinde befindet sich im Bergland Revúcka vrchovina im Slowakischen Erzgebirge unter dem 991 m n.m. hohen Berg Veľký Radzim, am Bach Brdárka im Einzugsgebiet des Štítnik und weiter der Slaná. Das Ortszentrum liegt auf einer Höhe von 528 m n.m. und ist 26 Kilometer von Rožňava entfernt.
Nachbargemeinden sind Vyšná Slaná im Norden, Kobeliarovo im Osten und Südosten, Slavoška im Süden und Hanková im Westen.

## Geschichte

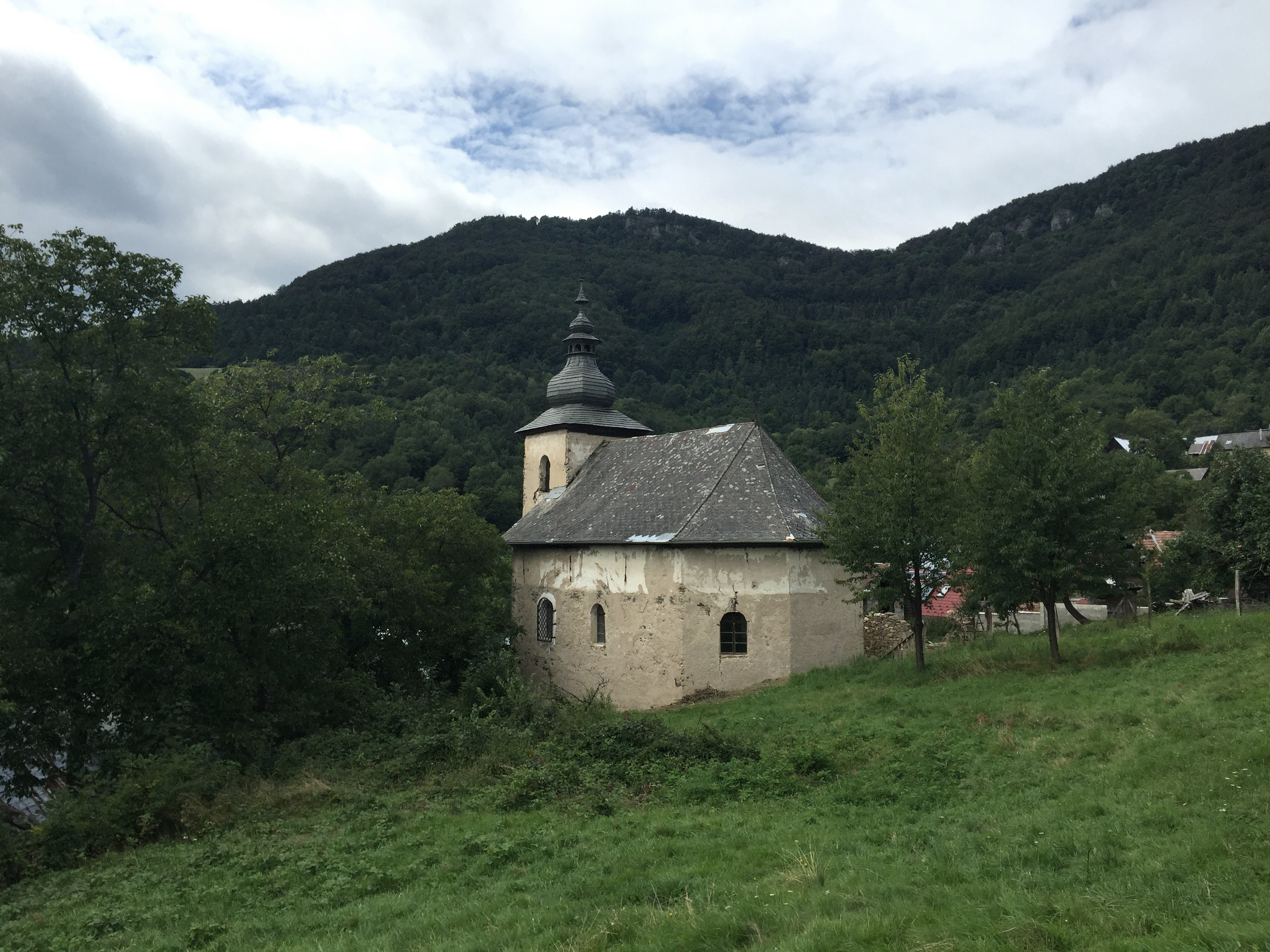
Evangelische Kirche

Brdárka entstand um die Mitte des 16. Jahrhunderts nach walachischem Recht und wurde zum ersten Mal 1556 als Berdalka schriftlich erwähnt. Die ersten Bewohner waren Hirten aus dem untergegangenen Ort Radzim. Das Dorf war zuerst kurz Besitz des Geschlechts Bebek, danach des Adelsgeschlechts Andrássy. 1598 standen sechs Häuser in Brdárka, eine Pestepidemie in den Jahren 1709 und 1710 kostete 124 Menschen das Leben, es blieben nur noch acht Bauern. 1828 zählte man 26 Häuser und 200 Einwohner, die als Holzfäller und Hirten sowie auch als Obstbauern, Saisonarbeiter und Arbeiter in umliegenden Industriebetrieben beschäftigt waren. Besonders bekannt waren Kirschgärten, die bis heute den Ort einschließen, mit ungefähr 4000 Kirschbäumen.
Bis 1918/1919 gehörte der im Komitat Gemer und Kleinhont liegende Ort zum Königreich Ungarn und kam danach zur Tschechoslowakei beziehungsweise heute Slowakei.

## Bevölkerung
| Jahr                | 1994 | 2004    | 2014    | 2024    |
| ------------------- | ---- | ------- | ------- | ------- |
| Anzahl der Personen | 62   | 60      | 62      | 61      |
| Unterschied         |      | −3,22 % | +3,33 % | −1,61 % |

| Jahr                | 2023 | 2024    |
| ------------------- | ---- | ------- |
| Anzahl der Personen | 60   | 61      |
| Unterschied         |      | +1,66 % |

Nach der Volkszählung 2011 wohnten in Brdárka 79 Einwohner, davon 68 Slowaken und ein Magyare. Drei Einwohner gaben eine andere Ethnie an und sieben Einwohner machten keine Angabe zur Ethnie.
20 Einwohner bekannten sich zur Evangelischen Kirche A. B., fünf Einwohner zur römisch-katholischen Kirche sowie jeweils ein Einwohner zu den Zeugen Jehovas und zur griechisch-katholischen Kirche. Acht Einwohner bekannten sich zu einer anderen Konfession, 35 Einwohner waren konfessionslos und bei neun Einwohnern wurde die Konfession nicht ermittelt.

## Baudenkmäler
- evangelische Kirche im gemischten Stil der Renaissance und des Barock aus dem Jahr 1696, der Turm wurde erst 1850 gebaut

## Verkehr
Nach Brdárka führt nur die Straße 3. Ordnung 3038 von Roštár (Anschluss an die Straße 2. Ordnung 587) her.